# Anthene
Anthene is een geslacht van vlinders van de familie Lycaenidae, uit de onderfamilie van de Polyommatinae (de blauwtjes). De wetenschappelijke naam en de beschrijving van dit geslacht zijn voor het eerst gepubliceerd in 1847 door Henry Doubleday.
De meeste soorten van dit geslacht komen voor in tropisch Afrika, slechts enkele soorten komen voor in het Oriëntaals gebied.

## Soorten
- A. afra (Bethune-Baker, 1910)
- A. agumatsa  Libert, 2010
- A. akoae  Libert, 2010
- A. alberta (Bethune-Baker, 1910)
- A. amarah (Guérin-Meneville, 1847)
- A. anadema  (Druce, 1905)
- A. arnoldi (Jones, 1918)
- A. bamptoni  Libert, 2010
- A. benadirensis  Stempffer, 1947
- A. butleri (Oberthür, 1880)
- A. chojnackii  Libert, 2010
- A. confusa  Libert, 2010
- A. congdoni  Libert, 2010
- A. contrastata (Ungemach, 1932)
- A. crawshayi (Butler, 1899)
- A. definita (Butler, 1899)
- A. dulcis (Pagenstecher, 1902)
- A. eliasi  (Congdon, Kielland & Collins, 1998)
- A. emolus (Godart, 1823)
- A. gardineri  Libert, 2010
- A. hobleyi (Neave, 1904)
- A. hodsoni (Talbot, 1935)
- A. indefinita (Bethune-Baker, 1910)
- A. irumu  (Stempffer, 1948)
- A. ituria (Bethune-Baker, 1910)
- A. jeanneli  Stempffer, 1961
- A. kenyensis  Libert, 2010
- A. kikuyu  (Bethune-Baker, 1910)
- A. larydas (Cramer, 1782)
- A. lasti (Grose-Smith & Kirby, 1894)
- A. lemnos (Hewitson, 1878)
- A. leonina  (Bethune-Baker, 1903)
- A. levis (Hewitson, 1878)
- A. licates (Hewitson, 1874)
- A. ligures (Hewitson, 1874)
- A. lindae  Henning & Henning, 1994
- A. liodes (Hewitson, 1874)
- A. livida (Trimen, 1881)
- A. lunulata (Trimen, 1894)
- A. lycaenina (Felder, 1868)
- A. lycaenoides (Felder, 1860)
- A. lycaenolus Tite, 1966
- A. maesseni Libert, 2010
- A. merioli  d’Abrera, 2009
- A. millari (Trimen, 1893)
- A. minima (Trimen, 1893)
- A. mocquerysi  Libert, 2010
- A. montana  Kielland, 1990
- A. mpanda  Kielland, 1990
- A. nigropunctata (Bethune-Baker, 1910)
- A. ochreofascia  (Talbot, 1935)
- A. opalina Stempffer, 1946
- A. otacilia (Trimen, 1868)
- A. paraffinis (Fruhstorfer, 1916)
- A. philo (Hopffer, 1874)
- A. pitmani Stempffer, 1936
- A. preussi  Libert, 2010
- A. princeps (Butler, 1876)
- A. pungusei  (Collins & Larsen, 2005)
- A. quadricaudata  (Bethune-Baker, 1926)
- A. rhodesiana Stempffer, 1962
- A. robertsi  Libert, 2010
- A. rubricinctus (Holland, 1891)
- A. rubrimaculata Strand, 1909
- A. seltuttus (Röber, 1886)
- A. smithii  (Mabille, 1877)
- A. starki  Larsen, 2005
- A. suquala (Pagenstecher, 1902)
- A. sylvanus (Drury, 1773)
- A. talboti Stempffer, 1936
- A. ukerewensis (Strand, 1909)
- A. usamba  Talbot, 1937
- A. uzungwae  Kielland, 1990
- A. villosa (Snellen, 1878)
- A. vorgasi  Libert, 2010
- A. warrengashi  Libert, 2010
- A. wilsoni (Talbot, 1935)
- A. yevui  Libert, 2010
- A. ysobelae  (Jackson, 1966)

### Status onduidelijk
- A. aethiopica Bethune-Baker
- A. holcias (Westw., 1889)